# Jock Landale
Jock Landale, född 25 oktober 1995 i Melbourne, är en australisk professionell basketspelare (C) som spelar för Memphis Grizzlies i National Basketball Association (NBA). Han har tidigare spelat för San Antonio Spurs, Phoenix Suns och Houston Rockets.
Landale har även spelat som proffs i Australien, Litauen och Serbien.
Han deltog också vid de olympiska sommarspelen 2020 i Tokyo, där Landale var med och bärgade bronsmedalj med det australiska basketlandslaget.
Han blev aldrig NBA-draftad.
Innan Landale blev proffs studerade han vid Saint Mary's College of California och spelade för universitetets idrottsförening Saint Mary's Gaels.